# Nemesian
Marcus Aurelius Nemesianus (kurz Nemesian) war ein lateinischer Dichter der 2. Hälfte des 3. Jahrhunderts.
Nemesian stammte aus dem römischen Karthago und soll der Historia Augusta zufolge mit Kaiser Numerian (283–284) einen poetischen Wettstreit ausgefochten haben. 
Nemesian verfasste eine Reihe von Lehrdichtungen. Überliefert ist der Anfang des Jagdgedichtes Cynegetica. In einem  umfangreichen Proömium weist der Autor auf ein von ihm zu verfassendes panegyrisches Epos auf die Kaiser Numerian und Carinus (283–285) hin und zeigt seine poetische Gelehrtheit, indem er auf annähernd 20 mythologische Gestalten, wie Niobe, Bacchus, Antigone anspielt. Anschließend werden Jagdhunde und Pferde behandelt. Mit dem eigentlichen Beginn der Jagd bricht das Gedicht ab.
Die bekanntesten Werke Nemesians sind seine vier zur spätantiken Bukolik gehörenden Eklogen. Die erste enthält einen Hymnus auf den verstorbenen Hirten Meliboeus, die zweite ist die Liebesklage der Hirten Idas und Alcon auf das Mädchen Donace, die dritte ein Lied des Pan auf Bacchus. Die vierte bietet die Klagen der zwei unglücklich liebenden Hirten Lycidas und Mopsus.
Die an Calpurnius Siculus (Mitte 1. Jahrhundert) und Vergil orientierten Hirtengedichte sind sorgfältig durchkomponiert. Die Eklogen I und III haben hymnischen, die Eklogen II und IV erotisch-bukolischen Charakter.

## Textausgaben und Übersetzungen
- Rainer Jakobi (Hrsg.): Nemesianus, Cynegetica. Berlin/Boston 2014.
- Dietmar Korzeniewski (Hrsg.): Hirtengedichte aus spätrömischer und karolingischer Zeit. Wissenschaftliche Buchgesellschaft, Darmstadt 1976, ISBN 3-534-06829-7, S. 1–4, 13–55, 110–133 (kritische Edition mit Einleitung, Übersetzung und Kommentar).
- Heather J. Williams (Hrsg.): The Eclogues and Cynegetica of Nemesianus. Brill, Leiden 1986.